# Associazione Culturale Sportiva Il Delfino 1989-1990
Questa voce raccoglie le informazioni riguardanti l'Associazione Culturale Sportiva Il Delfino nelle competizioni ufficiali della stagione 1989-1990.

## Rosa
Rosa aggiornata all'inizio della stagione.
| N. |                   | Ruolo | Calciatrice           |
| -- | ----------------- | ----- | --------------------- |
|    | Italia (bandiera) | P     | Natascia Agus         |
|    | Italia (bandiera) | C     | Manta Atzori          |
|    | Italia (bandiera) | C     | Maria Barbato         |
|    | Italia (bandiera) | P     | Lucia Cacciuto        |
|    | Italia (bandiera) | D     | Maria Bonaria Carboni |
|    | Italia (bandiera) | D     | Lorena Cherchi        |
|    | Italia (bandiera) | C     | Maria Bonaria Laconi  |
|    | Italia (bandiera) | C     | Teresa Lonero         |
|    | Italia (bandiera) | D     | Adele Madau           |

| N. |                        | Ruolo | Calciatrice         |
| -- | ---------------------- | ----- | ------------------- |
|    | Italia (bandiera)      | A     | Ivana Masella       |
|    | Italia (bandiera)      | D     | Maria Luisa Maurini |
|    | Italia (bandiera)      | D     | Maria Teresa Medda  |
|    | Italia (bandiera)      | D     | Cristina Pala       |
|    | Italia (bandiera)      | C     | Sandra Pierazzuoli  |
|    | Stati Uniti (bandiera) | A     | Gyneth Sick         |
|    | Italia (bandiera)      | D     | Bruna Tinti         |
|    | Italia (bandiera)      | A     | Ernesta Venuto      |